# Некрасовская улица (Москва)
Некра́совская у́лица — небольшая улица в Москве, на территории района Некрасовка Юго-Восточного административного округа.
Улица идёт на юг от 1-й Вольской улицы, затем поворачивает на восток и заканчивается, упираясь в Проектируемый проезд № 4296. Жилые дома расположены только по нечётной стороне. Нумерация ведётся от 1-й Вольской улицы.

## Здания и сооружения
- по нечётной стороне
  - 5 — участковый участок полиции
  - 7 — автошкола «ТМП 20»
  - 7г — зоомагазин
  - 9 — мини-маркет № 2
  - 9г — продуктовый магазин «Актор»
- по чётной стороне
  - 8 — физкультурно-оздоровительный комплекс спортивной школы № 4 Москомспорта

## Транспорт
По улице проходят маршруты автобуса № 849 и маршрутных такси № 1131 и 763 м. Ближайшие железнодорожные станции —  Люберцы и  Панки.